# الكريكيت في السعودية
الكريكيت في المملكة العربية السعودية هي رياضة تتنامى شعبيتها، حيث يمتد موسم اللعب فيها في السعودية من أكتوبر إلى أبريل. هناك 149 نادي للكريكيت وملعب واحد مُعشب في المملكة العربية السعودية.

## التاريخ
يعود تاريخ أول مرة للعبة الكريكيت في المملكة العربية السعودية إلى عام 1960، حيث تمت مناقشتها من قبل فرق الرعية. بحلول سبعينيات القرن العشرين، أصبحت اللعبة منظمة، مع تشكيل نوادي وروابط. لعبت اللعبة في الغالب من قبل المغتربين في أيامها الأولى، وظل هذا هو الحال اليوم، حيث جاء معظم اللاعبين من شبه القارة الهندية، إنجلترا، أستراليا، جنوب إفريقيا ونيوزيلندا.
في عام 2001، تم الحصول على الوضع القانوني لتنظيم لعبة الكريكيت تحت الرعاية الملكية للأميرة غادة بنت حمود بن عبد العزيز آل سعود. في عام 2003، انتسبت المملكة العربية السعودية إلى المجلس الدولي للكريكيت كعضو. لم يشارك الفريق مطلقًا في بطولة مجلس الكريكيت الدولي، لكنه شارك في مسابقات مجلس الكريكيت الأسيوي، وأبرزها بطولة مجلس الكريكيت الآسيوي وكأس مجلس الكريكيت الآسيوي Twenty20. في كأس النخبة لمجلس الكريكت الآسيوي 2008، حيث هزموا الإمارات العربية المتحدة، وهي دولة ذات تجربة دولية ليوم واحد «تجربة محدودة».

## الهيئة الإدارية
الاتحاد السعودي للكريكيت هو الهيئة الرسمية للكريكيت في المملكة العربية السعودية. تأسس عام 2001 ويقع مقره الحالي في مدينة جدة. الاتحاد السعودي للكريكيت وهو ممثل المملكة العربية السعودية في المجلس الدولي للكريكيت من خلال منتخب السعودية للكريكيت الذي أصبح عضوًا في المجلس الدولي للكريكيت عام 2003.

## المسابقات المحلية
يشتمل الإعداد المحلي للمملكة العربية السعودية على 11 رابطة إقليمية للكريكيت تلعب بشكل محدود وغيرها تلعب بشكل احترافي من أكتوبر إلى أبريل. [2] فازت رابطة المنطقة الغربية للكريكيت بمسابقة عام 2010.

### الروابط الإقليمية
تضم القائمة أدناه 11 رابطة للكريكيت في السعودية، وهي التي تشكل الاتحاد السعودي للكريكيت
- رابطة المنطقة الغربية للكريكيت
- رابطة جدة للكريكيت
- رابطة الرياض للكريكيت
- دوري الرياض للكريكيت
- رابطة المنطقة الشرقية للكريكيت
- رابطة ينبع الصناعية للكريكيت
- رابطة عسير للكريكيت
- دوري جازان الممتاز للكريكيت
- رابطة منطقة جازان للكريكيت
- دوري المدينة المنورة للكريكيت
- رابطة المدينة المنورة للكريكيت

## الملاعب
يوجد حاليا 60 ملعب للكريكيت في المملكة العربية السعودية.

## الفريق الوطني
يمثل منتخب السعودية للكريكيت المملكة العربية السعودية في مباريات الكريكيت الدولية. الفريق الوطني، الذي تم تشكيله في عام 2003، يلعبون في قسم التحدي في بطولة مجلس الكريكيت الآسيوي، حيث سبق لهم اللعب في دوري كأس النخبة لمجلس الكريكت الآسيوي 2008. وقد لعب الفريق أيضًا في كأس مجلس الكريكيت الآسيوي Twenty20 وكأس الشرق الأوسط.